# Zbór Kościoła Adwentystów Dnia Siódmego w Suwałkach
Zbór Kościoła Adwentystów Dnia Siódmego w Suwałkach – zbór adwentystyczny w Suwałkach, należący do okręgu podlaskiego diecezji wschodniej Kościoła Adwentystów Dnia Siódmego w RP.
Pastorem zboru jest kazn. Andres Torres Mendez. Nabożeństwa odbywają w kościele przy ul. Żeromskiego 1 każdej soboty o godz. 9.30.